# Aeroflot Flight 6833
Aeroflot Flight 6833 var en Tupolev Tu-134 som skulle flyga från Tbilisi, Georgiska SSR till Leningrad, med en mellanlandning i Batumi, som utsattes för ett försök till kapning av sju unga georgier den 18-19 november 1983. Krisen slutade med att Spetsnaz stormade planet och 8 människor miste livet. De överlevande kaparna dömdes och avrättades strax därefter. 

## Händelseförlopp
Den 18 november 1983 försökte sju unga människor, alla söner till georgiska intellektuella familjer, fly Sovjetunionen genom att kapa ett plan tillhörande det statliga bolaget Aeroflot. Bland kaparna fanns målarna Gia Tabidze, Davit Mikaberidze och Soso Tsereteli, skådespelaren Gega Kobachidze samt läkarna Paata och Kachi Iverieli. De låtsades vara ett bröllopssällskap, bordade flyget i Tbilisi och försökte få kaptenen att flyga mot Turkiet. Det fanns på planet 57 passagerare samt sju besättningsmän ombord. 
Piloten, Achmatger Gardapchadze, och co-piloten, Vladimir Gasojan (som bägge två senare utnämndes med titeln Sovjetunionens hjälte) gjorde skarpa manövrar för att hindra kaparna att nå sitt mål. Kaparna tvingades ut ur cockpiten men flera personer skadades i en konflikt. I stället för att lyda kaparnas order cirkulerade piloten runt Tbilisi, där han senare landade. 
Ledaren för det georgiska kommunistpartiet (och senare presidenten) Eduard Sjevardnadze kallade på en sovjetisk specialstyrka från Moskva. Vid den andra dagen av kapningen stormade styrkorna planet och arresterade de överlevande kaparna. Incidenten berövade tre besättningsmän livet, två passagerare och tre av kaparna. Under attacken träffades planet av 108 skott och sedan planet utstått svåra skador när piloten utförde manövrar som planet inte var byggt för, skrotades planet.